# 725 Аманда
725 Аманда (725 Amanda) — астероїд головного поясу, відкритий 21 жовтня 1911 року.
Тіссеранів параметр щодо Юпітера — 3,392.